# Bartramia erwinii
Bartramia erwinii là một loài rêu trong họ Bartramiaceae. Loài này được R. Br. bis mô tả khoa học đầu tiên năm 1900.